# Chionobathyscus dewitti
Chionobathyscus dewitti è una specie di pesce attinopterigo appartenente alla famiglia dei Channichthyidae, presente nell'Oceano Antartico, monospecifico del genere Chionobathyscus.

## Tassonomia
Il genere Chionobathyscus fu formalmente descritto per la prima volta nel 1978 dagli ittiologi sovietici Anatoly Petrovich Andriyashev e Alexei Vladimovich Neyelov, quando venne descritto C. dewitti, divenendo la sua serie tipo come monospecifico, con il tipo nomenclaturale raccolto nell'Oceano Antartico Orientale alle coordinate 67°31'S, 33°05'W. Il nome del genere è composto da chionos, che significa "neve", rimarcando la similitudine di queste specie con quelle del genere Chionodraco, e bathyscus, ovvero "abitante delle profondità". Il nome specifico è un omaggio all'ittiologo ed oceanografo statunitense Hugh Hamilton DeWitt, in riconoscimento del suo lavoro sui pesci antartici.

## Descrizione
C. dewitti ha sul muso un raggio spinoso vestigiale, talmente rudimentale da sembrare un pomo. Sull'opercolo mostrano 3 o 4 raggi spinosi ramificati. Sono presenti 3 linee laterali che non posseggono piattaforme ossee. La pinna ventrale è allungata e ha pelle più spessa man mano che si raggiunge la punta. Le due pinne dorsali sono chiaramente separate e demarcate, con la prima che possiede 5-6 raggi spinosi e la seconda 39 o 40 raggi molli, mentre la pinna anale solo 33-34. Il loro colore è generalmente grigio, più tenue centralmente, con gli esemplari più giovani più chiari degli adulti. Il corpo è segnato da 5 strisce verticali e le pinne sono pallide ad eccezione delle parti posteriori delle pinne pettorali e della pinna caudale. Questa specie raggiunge una lunghezza massima di 60 centimetri.

## Distribuzione, habitat and biologia
C. dewitti abita nell'Oceano Australe, con una distribuzione probabilmente circum-antartica sulla piattaforma continentale. È una specie demersale trovabile a profondità comprese tra i 500 e i 2.000 metri. Gli adulti si cibano essenzialmente di krill e alcuni esemplari sono stati catturati in condizioni simili a quelle durante la fregola nel mese di febbraio.